# U-Bahnhof Maximilianstraße
Der U-Bahnhof Maximilianstraße (Abkürzung: MA) ist der 18. U-Bahnhof der Nürnberger U-Bahn und wurde am 20. Juni 1981 eröffnet. Er ist 722 m vom U-Bahnhof Eberhardshof und 700 m vom U-Bahnhof Bärenschanze entfernt. Die Maximilianstraße wurde nach König Maximilian II. benannt und ist Teil des Mittleren Rings. Dort wo sich heute der Busbahnhof und das markante Sparkassengebäude befindet, stand bis 1977 das Hauptverwaltungsgebäude der Nürnberg-Fürther-Straßenbahn, die sogenannte Villa. In ursprünglichen Planungen sollte dieser U-Bahnhof die Bezeichnung Maximilianstraße/Nordwestring (analog zum U-Bahnhof Frankenstraße/Südring) erhalten. Täglich wird er von rund 18.300 Fahrgästen genutzt (Mo–Fr, 2019).

## Lage

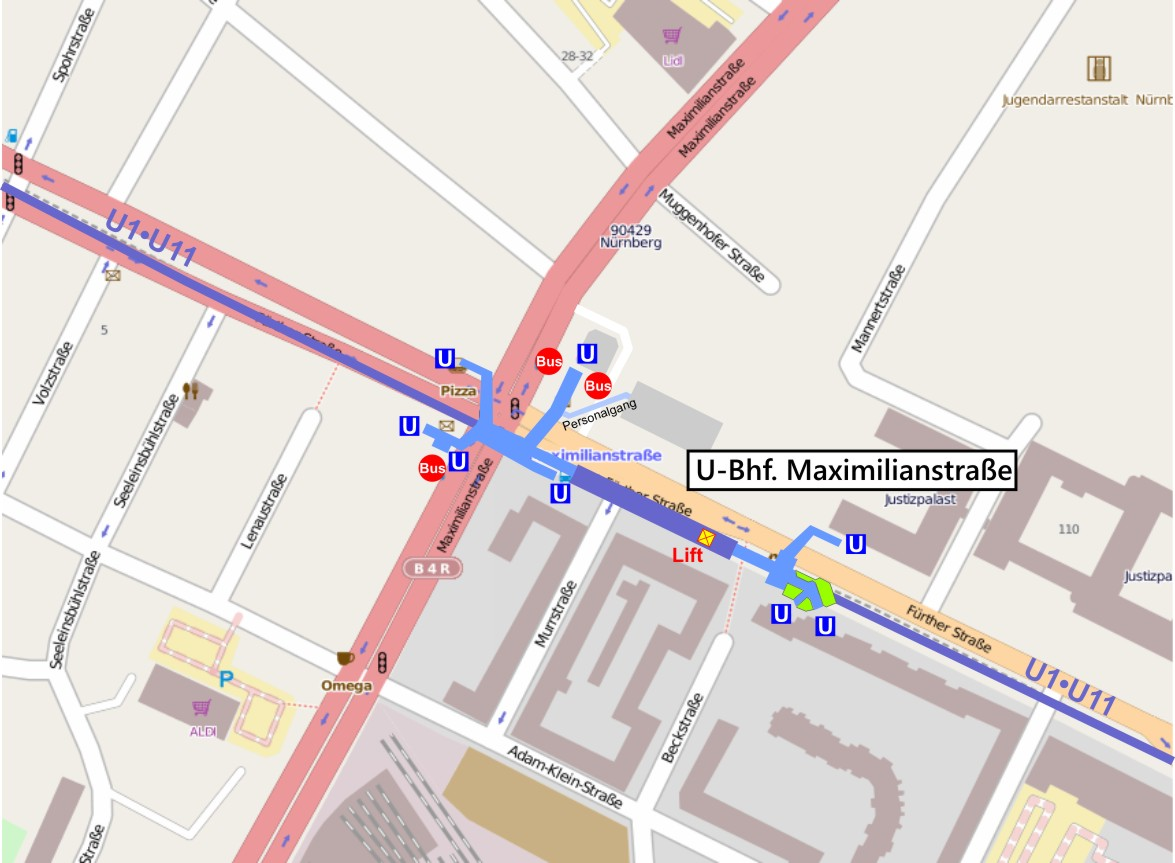
Lageplan U-Bhf. Maximilianstraße

Der Bahnhof liegt im Nürnberger Stadtteil Seeleinsbühl und erstreckt sich unterirdisch in Ost-West-Richtung unter der Fürther Straße zwischen Beck- und Maximilianstraße. Vom östlichen Bahnhofskopf führt ein Ausgang in ein Verteilergeschoss und von dort aus auf die Süd- und Nordseite der Fürther Straße, vom westlichen Bahnhofskopf führt ein Ausgang in ein Verteilergeschoss unter der Kreuzung Fürther-/ Maximilianstraße und von dort aus an alle vier Ecken der Kreuzung und zum Busbahnhof Maximilianstraße. Zusätzlich gibt es einen Aufzug von der Bahnsteigebene zur Fußgängerzone auf der Südseite der Fürther Straße.
In der Umgebung des Bahnhofs befinden sich das Oberlandes- und Amtsgericht Nürnberg sowie das Landgericht Nürnberg-Fürth.

## Bauwerk und Architektur
Das Bahnhofsbauwerk ist 210 m lang, 17 m breit und 7,5 m tief (eineinhalbfache Tiefenlage). Die Bauarbeiten für den Bahnhof begannen am 5. Februar 1979 und wurden in offener Bauweise mit Berliner Verbau ausgeführt.
Die Kennfarbe des Bahnhofs ist Grün. Die mit Keramikfliesen gekachelten Bahnsteigwände sind von der Schienenoberkante bis zur Bahnsteigkante weiß und danach in grün mit Unterbrechung durch das weiße Band mit dem in schwarzer Schrift gehaltenen Bahnhofsnamen. Im westlichen Verteilergeschoss wurde in die Bauwerksmauer eine stilisierte Plastik des Adlers eingelassen.

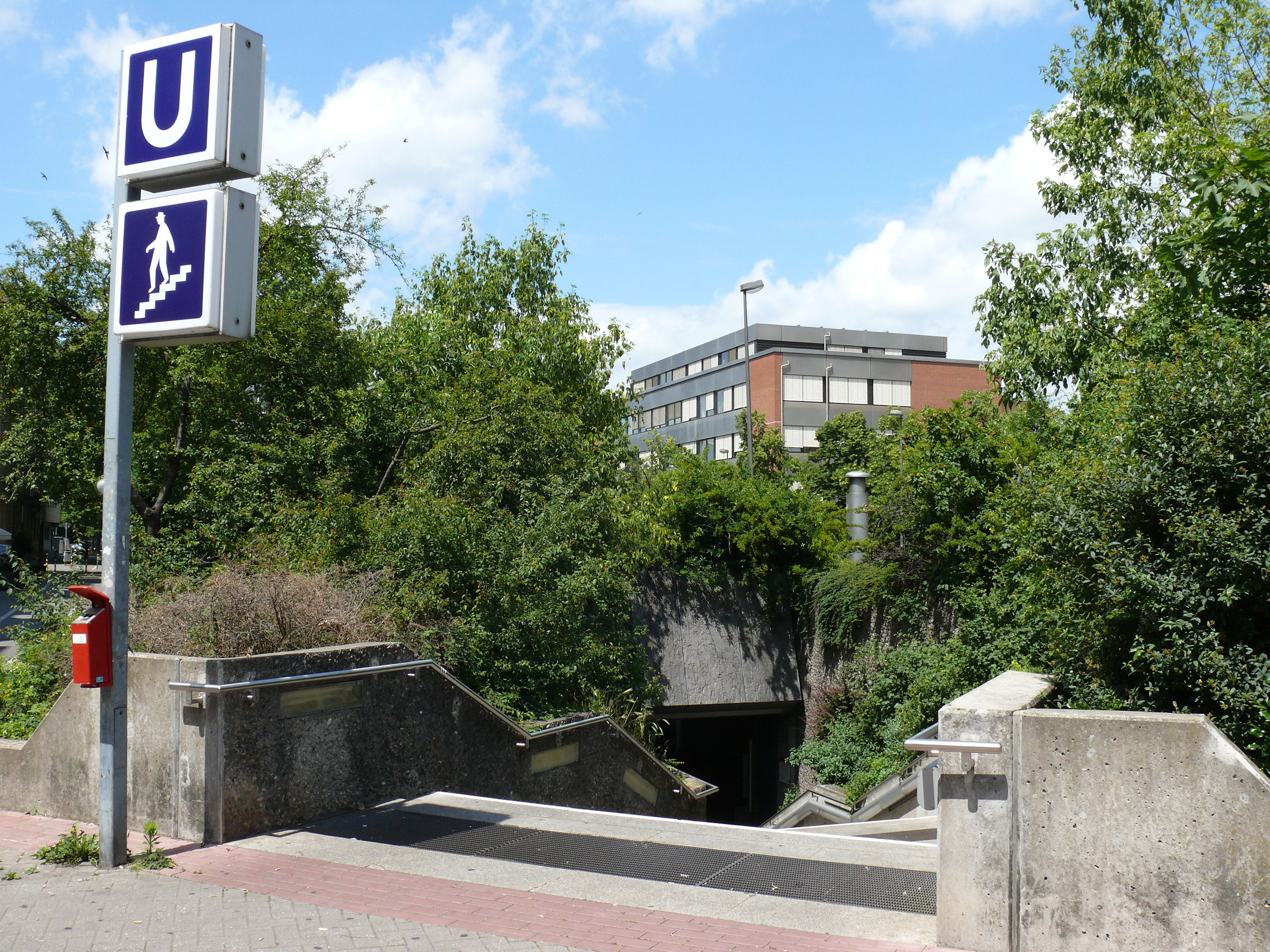
Zugang an der Oberfläche
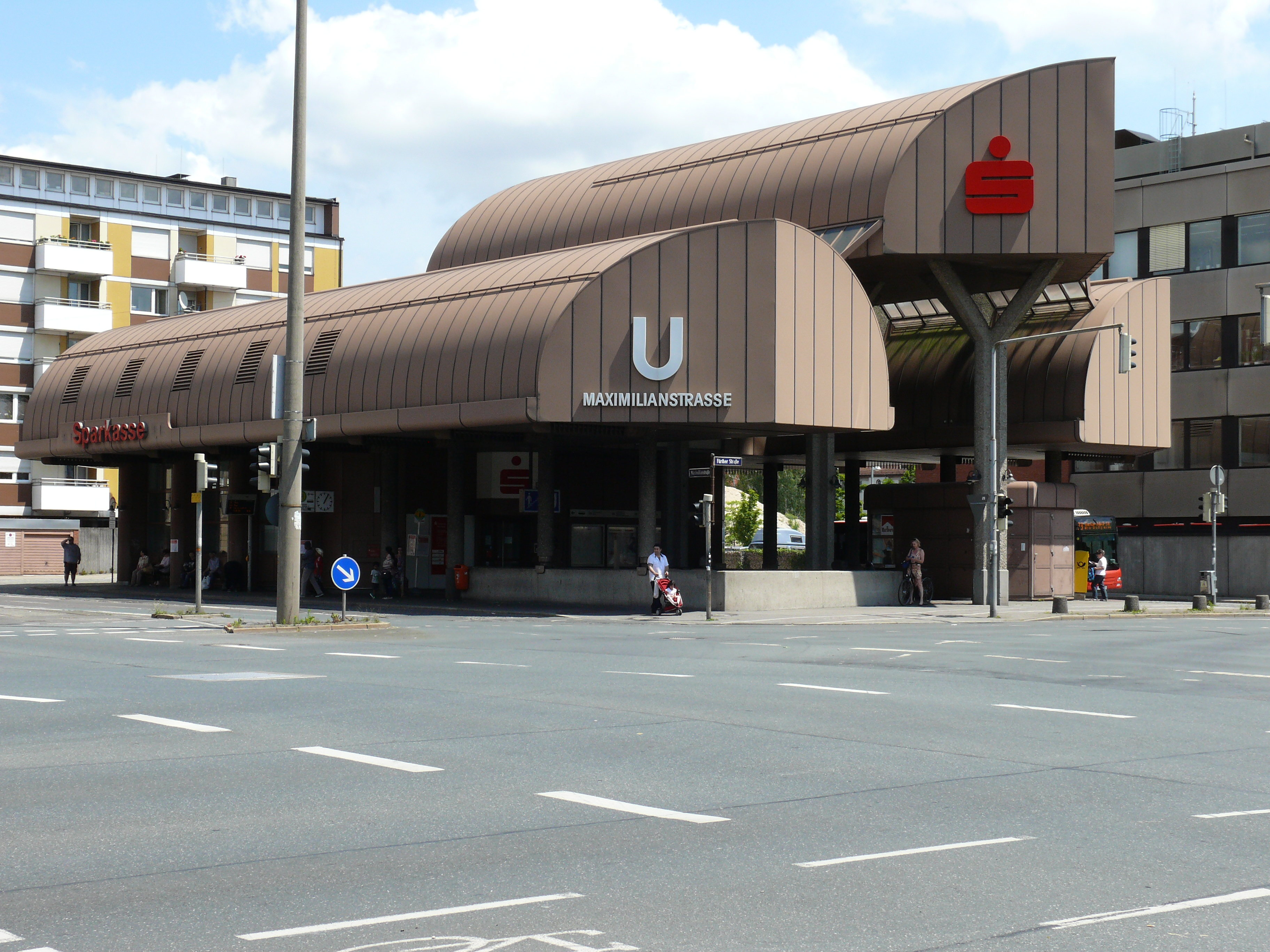
Markantes Zugangsgebäude
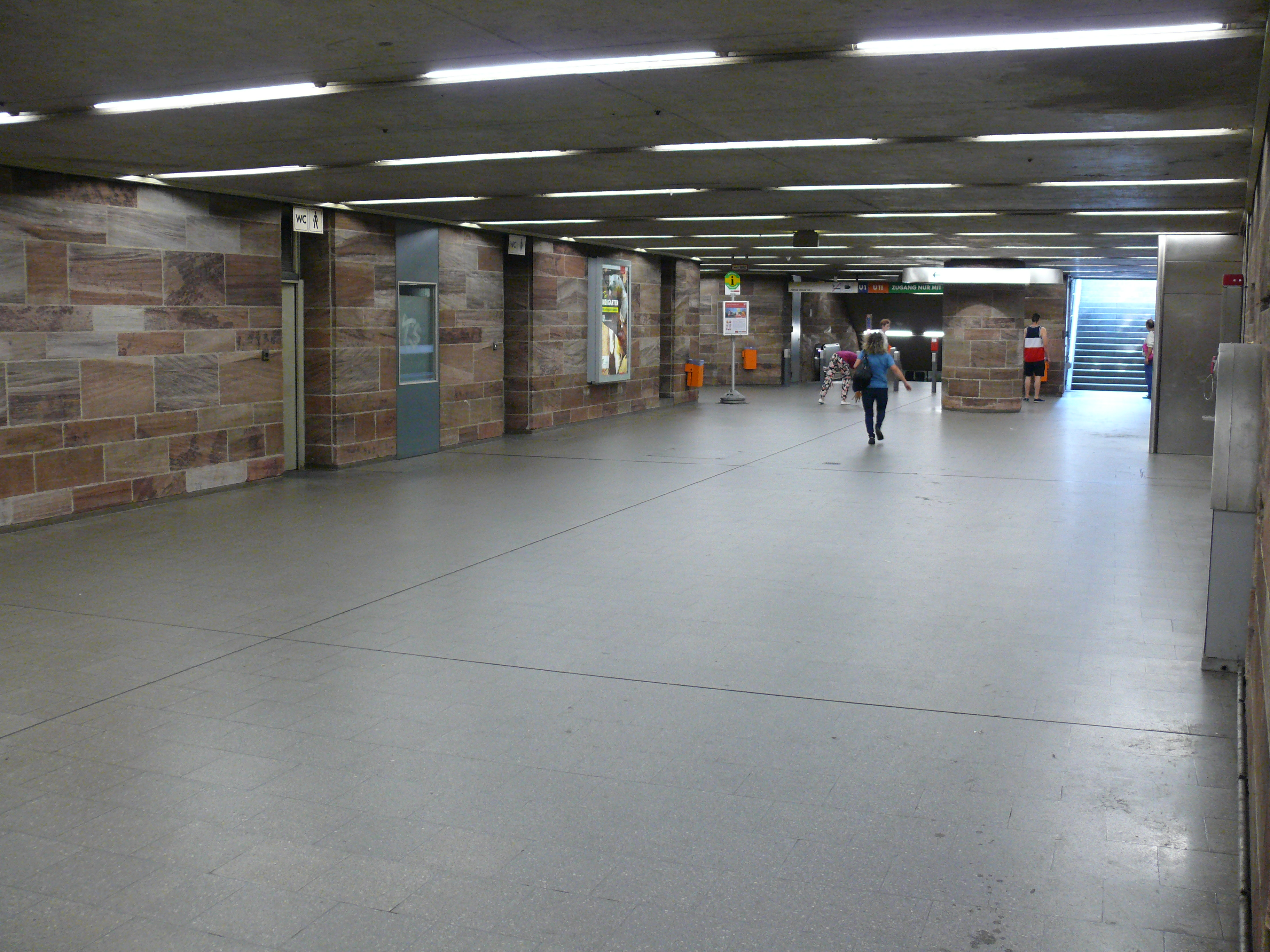
Verteilergeschoss
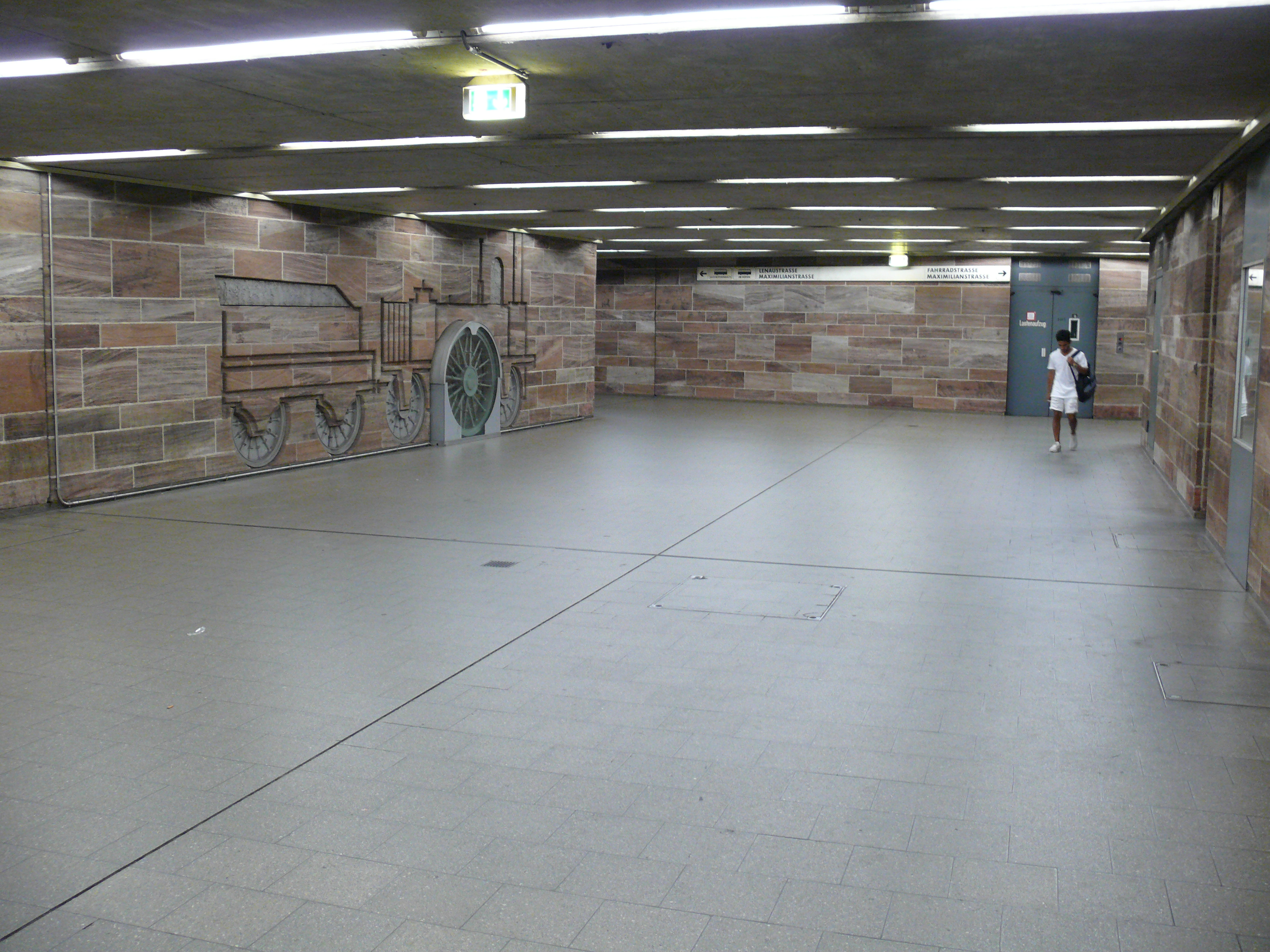
Plastik des Adler im Verteilergeschoss
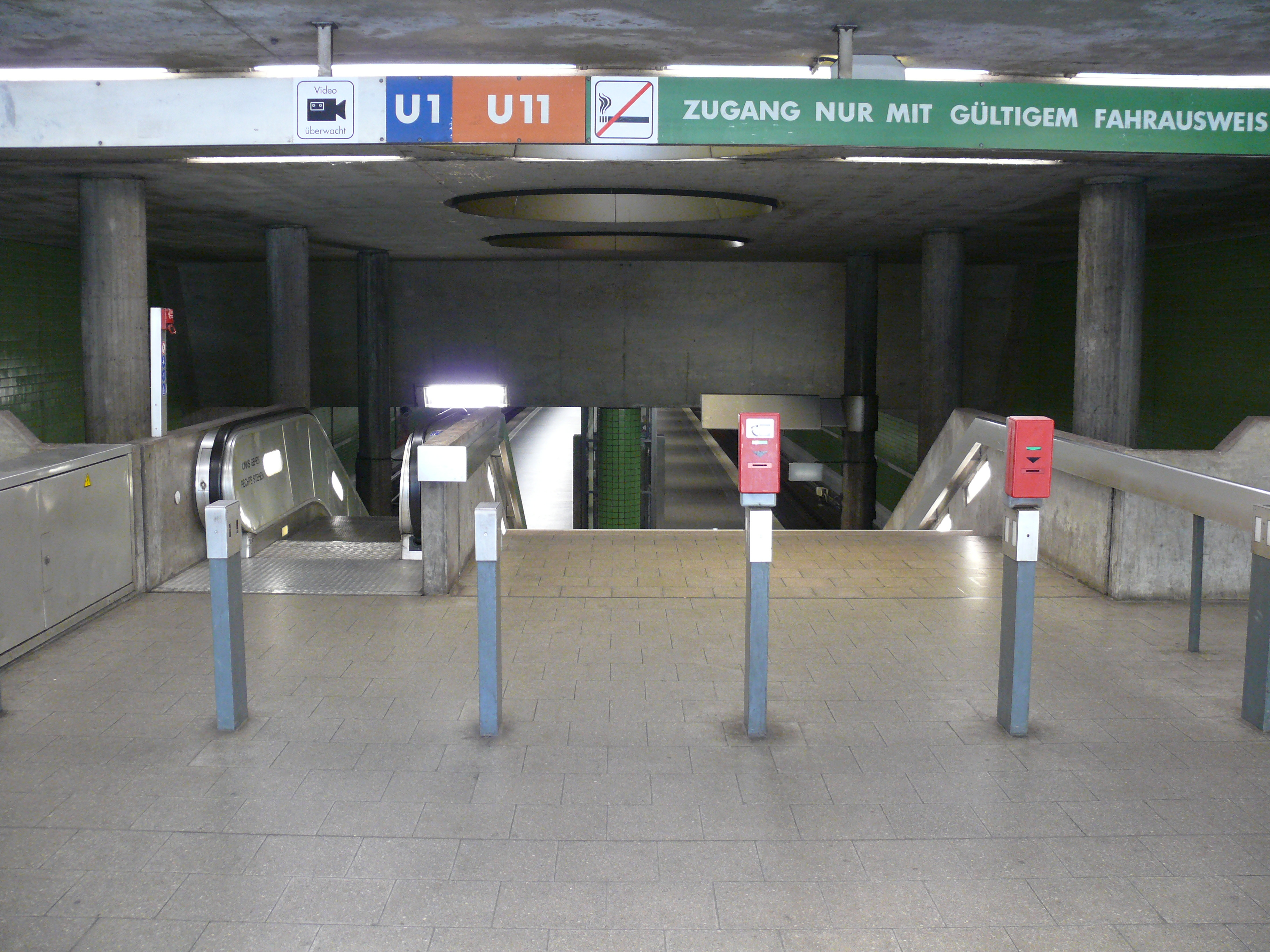
Abgang von der Verteilerebene zur Bahnsteigebene
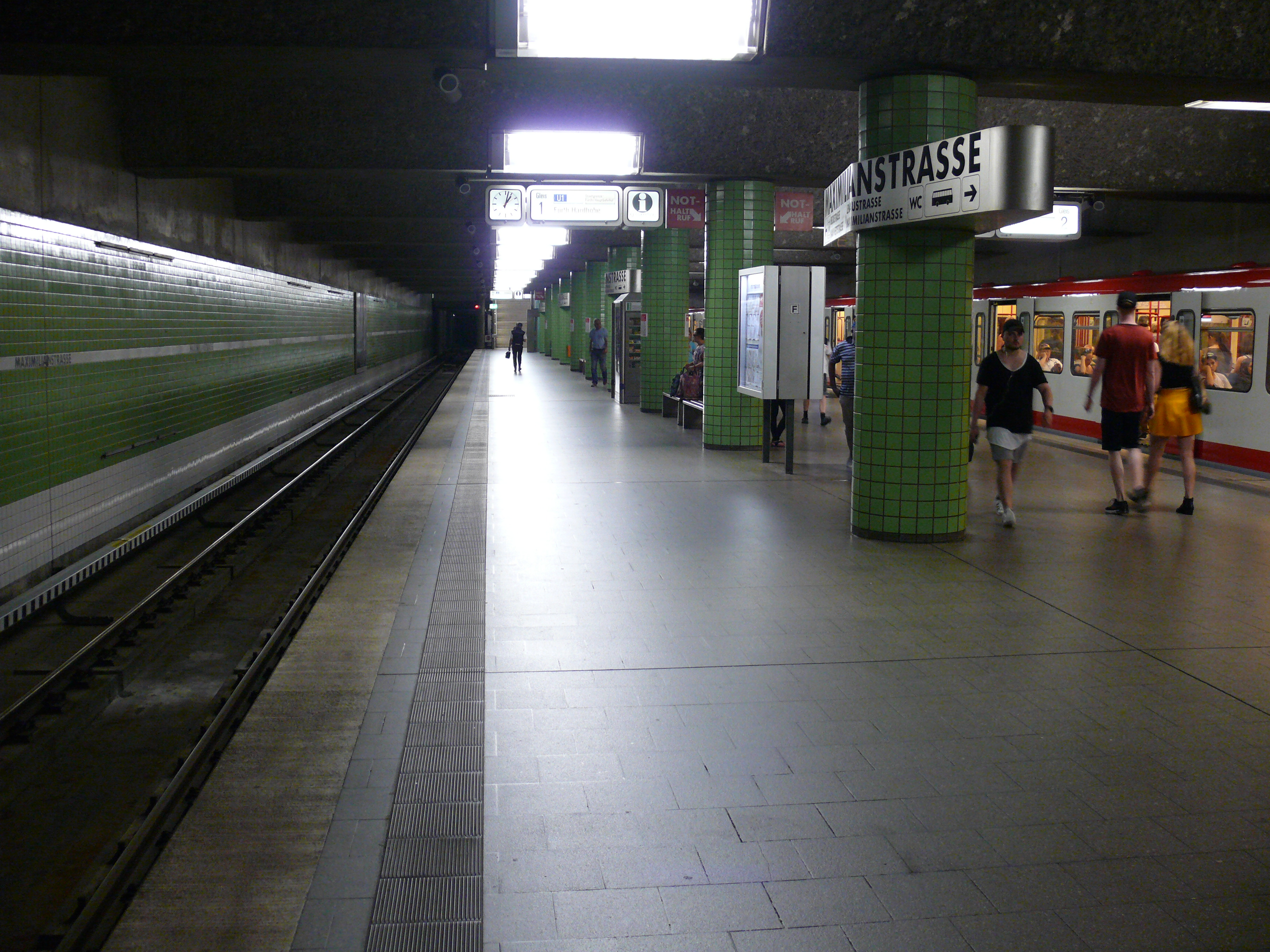
Bahnsteigebene

## Linien
| Linie | Verlauf | Takt                                   |
| ----- | --- | -------------------------------------- |
| U1    | Langwasser Süd – Gemeinschaftshaus – Langwasser Mitte – Scharfreiterring – Langwasser Nord – Messe – Bauernfeindstraße – Hasenbuck – Frankenstraße – Maffeiplatz – Aufseßplatz – Hauptbahnhof – Lorenzkirche – Weißer Turm – Plärrer – Gostenhof – Bärenschanze – Maximilianstraße – Eberhardshof – Muggenhof – Stadtgrenze – Jakobinenstraße – Fürth Hauptbahnhof – Rathaus – Stadthalle – Klinikum – Hardhöhe Stand: Fahrplanwechsel Dezember 2024 | 3⅓ min (HVZ) 6⅔ min (NVZ) 10 min (SVZ) |

Der Bahnhof wird von der U-Bahn-Linie U1 bedient. An der Oberfläche befindet sich ein Busbahnhof mit Umsteigemöglichkeit zu den Stadtbuslinien 35, 38 und 39. Am Wochenende und vor Feiertagen verkehren auch die Nachtbuslinien N9 und N14.

## Bahnhof Nürnberg-West
In der Nähe des heutigen U-Bahnhofs existierte an der Kreuzung Maximilianstraße/Fürther Straße der Bahnhof Nürnberg-West der Ludwigseisenbahn, die vom Nürnberger Ludwigsbahnhof zum Fürther Ludwigsbahnhof führte. Sein Betrieb wurde am 31. Oktober 1922 inflationsbedingt eingestellt und dessen Gleise am 5. Juni 1925 abgetragen.